# Bimlerou
Bimlerou est un village du Cameroun situé dans la région du Nord, le département du Faro, l’arrondissement de Beka, dans les monts Atlantika, à la frontière avec le Nigeria. Il fait partie du lamidat de Wangai.

## Population
Lors du recensement de 2005, le village comptait 503 habitants.